# Macrodipteryx vexillarius
Macrodipteryx vexillarius là một loài chim trong họ Caprimulgidae.
Môi trường sống ưa thích của loài về phía nam của đường xích đạo là rừng cao nguyên, đặc biệt là rùng miombo, nơi chúng sinh sống ở một phần để đá hay sườn đồi tảng đá rải rác. Chúng là loài di cư đoạn hai năm một lần và xã hội cùng các vùng thung lũng Kenya Rift và hồ Victoria, và trải qua mùa không sinh sản ở xavan nhiệt đới từ Nigeria đến Sudan.